# Скринник Трохим Андрійович
Трохим Андрійович Скринник (25 липня (6 серпня) 1896 — 10 грудня 1977) — радянський діяч сільського господарства, старший механік та інженер бурякорадгоспу «Федорівський» у Великобурлуцькому районі Харківської області. Герой Соціалістичної Праці.

## Життєпис
Трохим Скринник народився 25 липня (6 серпня) 1896 року у Курській губернії в селянській українській родині.
З 1944 року працював старшим механіком бурякорадгоспу «Федорівський», головна садиба якого знаходилася у селищі Федорівка. Займався відновленням сільгосптехніки бурякорадгоспу. У 1947 році бурякорадгосп зібрав велику кількість зернових культур. Особливо великі показники були у заготовленні пшениці, якої було зібрано 35,03 центнерів зерна з гектара на загальній площі у вісімдесят гектарів.
За «отримання високих урожаїв пшениці, жита та цукрового буряка при виконанні радгоспами плану здачі державі сільськогосподарських продуктів у 1947 році та забезпечення насінням зернових культур для весняної сівби 1948 року», Президія Верховної ради СРСР указом від 30 квітня 1948 року надала Трохиму Скриннику звання Героя Соціалістичної Праці з врученням ордена Леніна та медалі «Серп і Молот». Окрім старшого механіка, звання героя отримали ще дев'ять робітників бурякорадгоспу, це був директор радгоспу Федір Фельберт, бригадир Прокопій Коленько та ланкові: Марія Лоткова, Олександра Січкарьова, Марія Чернецька, Катерина Шибанова та Євдокія Шевченко.
У 1948 році став членом ВКП(б). Трохим Скринник мешкав у селищі Федорівка і продовжував працювати у місцевому бурякорадгоспі, де згодом посів посаду головного інженера. Помер 10 грудня 1977 року, похований у Федорівці.

## Нагороди
- Герой Соціалістичної Праці (30.04.1948)[3]
- орден Леніна (30.04.1948)[3]
- медаль «Серп і Молот» (30.04.1948)[3]
- медалі

### Коментар
1. ↑  За іншими джерелами Лобанова Марія Федотівна.